# Braniștea (okręg Ardżesz)
Braniștea – wieś w Rumunii, w okręgu Ardżesz, w gminie Uda. W 2011 roku liczyła 66 mieszkańców.